# Neoclithria eburneoguttata
Neoclithria eburneoguttata är en skalbaggsart som beskrevs av Blanchard 1850. Neoclithria eburneoguttata ingår i släktet Neoclithria och familjen Cetoniidae. Inga underarter finns listade i Catalogue of Life.